# Поляков, Владимир Васильевич (государственный деятель)
Владимир Васильевич Поляков (22 июня 1924 — 2 мая 2012) — советский государственный и хозяйственный деятель.

## Биография
Родился в 1924 году.
Член ВКП(б) с 1947 года.
С 1942 года — на хозяйственной, общественной и политической работе.
В 1942—1983 гг.:
- работник Кузнецкого металлургического комбината,
- мастер Барнаульского котельного завода,
- инструктор Октябрьского райкома ВКП(б)
- первый секретарь Алтайского краевого комитета ВЛКСМ,
- первый секретарь Рубцовского горкома КПСС,
- директор Алтайского тракторного завода (г. Рубцовск),
- директор Алтайского моторного завода,
- первый секретарь Барнаульского городского комитета КПСС,
- второй секретарь Алтайского краевого комитета КПСС,
- член Коллегии — начальник Управления капитального строительства Министерства тракторного и сельскохозяйственного машиностроения СССР,
- член Коллегии — начальник ВПО «Союзхимсельхозмаш» Министерства тракторного и сельскохозяйственного машиностроения СССР.

Избирался депутатом Верховного Совета РСФСР 8-го созыва.
Умер 2 мая 2012 года в Москве